# Can I Sit Next to You Girl
Can I Sit Next to You, Girl (с англ. — «Можно я сяду рядом с тобой, девочка?») — дебютный сингл хард-рок-группы AC/DC, вышедший 22 июля 1974 года на лейбле Albert Productions.

## О сингле
Это первая оригинальная песня AC/DC, написанная Малькольмом и Ангусом Янгами. На версии, представленная на сингле, ведущий вокал исполнил первый вокалист группы Дэйв Эванс, на барабанах играл бывший участник Masters Apprentices Колин Бёрджесс (англ. Colin Burgess), а партия бас-гитары записана бывшим участником The Easybeats, старшим братом Малькольма и Ангуса Джорджем Янгом, выступившем также сопродюссером записи. Первоначально басовую партию исполнял первый басист AC/DC, Ларри Ван Крид (англ. Larry van Kriedt), но позже Джордж перезаписал свою версию.
Сингл с вокалом Эванса был выпущен в Австралии, группа исполнила эту песню в телешоу Countdown. Музыкальная аранжировка версии с Эвансом отличается от последующей версии в исполнении Бона Скотта, и она никогда официально не выпускалась за пределами Австралии.
26 августа 1974 года песня достигла 50-го места в Австралии (по данным чарта Kent Music Report).
В том же году исполнение песни на The Last Picture Show было снято на видео, которое показывалось только в Австралии. В этом музыкальном видео появились Питер Клак (барабаны) и Роб Бейли (бас), хотя они и не участвовали в записи сингла. На видео Ангус уже выступал в школьной форме, однако остальная часть группы своими яркими атласными костюмами в стиле глэм-рока больше напоминала T. Rex, чем группу тяжелого рока.
После присоединения Бона Скотта группа перезаписала песню в новой арранжировке и включила ее в свой австралийский альбом T.N.T., выпущенный в декабре 1975 года. На международной версии High Voltage, вышедшей в мае 1976 года, название песни потеряло запятую, став «Can I Sit Next To You Girl».
Эта песня часто исполнялась на концертах скандальной австралийской рок-группы Candy Harlots и появилась на их сингле 1992 года «Sister’s Crazy».

## Список композиций
| №  | Название                      | Длительность |
| -- | ----------------------------- | ------------ |
| 1. | «Can I Sit Next To You, Girl» | 3:05         |

| №  | Название                 | Длительность |
| -- | ------------------------ | ------------ |
| 1. | «Rockin’ in the Parlour» |              |

## Участники записи
- Дэйв Эванс — вокал
- Малькольм Янг — ритм-гитара, бэк-вокал
- Ангус Янг — соло-гитара
- Джордж Янг — бас-гитара
- Колин Бёрджесс[англ.] — ударные